# Kato Kivides
Kato Kivides es un despoblado perteneciente al distrito de Limasol, Chipre.

## Superficie
Cuenta con una superficie de 5,76 kilómetros cuadrados.

## Demografía
Hasta 2011 la población era de 5 habitantes.
| Gráfica de evolución demográfica de Kantou entre 1931 y 2021                                      |
|                                                                                                   |
| Datos según Population statistics of Eastern Europe & former USSR y Prio-cyprus-displacement.net. |